# Жервінчик білолобий
Жерві́нчик білолобий (Eremopterix nigriceps) — вид горобцеподібних птахів родини жайворонкових (Alaudidae). Мешкає в Африці, Західній і Південній Азії.

## Опис

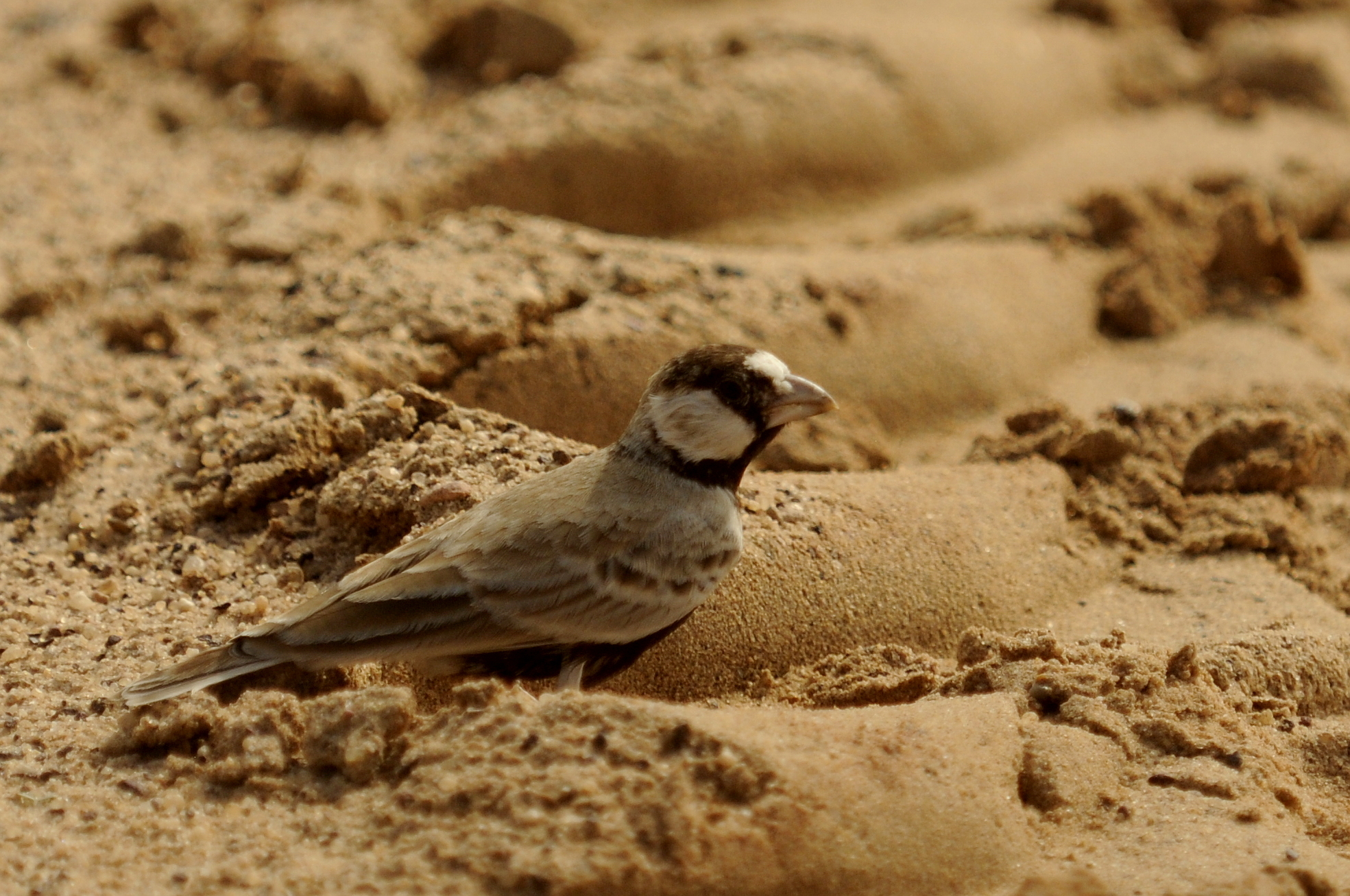
Білолобий жервінчик (Національний парк Пустеля (національний парк), штат Раджастхан, Індія)

Довжина птаха становить 10-12 см, вага 12-16 г. Довжина хвоста становить 40-48 мм, довжина дзьоба становить 12,4-13,6 мм. Виду притаманний статевий диморфізм. 
У самців голова горло чорні, на лобі і скронях верликі білі плями, задня частина шиї біла. Верхня частина тіла коричнювато-сіра, окрема пера на ній мають світлі краї, верхні покривні пера хвоста охристі. Нижня частина тіла переважно чорна, на грудих з боків є білі плями. Першорядні і другорядні махові пера темно-коричневі з вузькими охристими краями. Стернові пера чорнувато-коричневі, центральна пара стернових пера сірувато-коричнева, шості (крайні) стернові пера мають широкі охристі краї. Райдужки чорнувато-карі, дзьоб роговий аабо блідо-сірий з рожевим кінчиком, лапи рожевуваті або сіруваті.
У самиць голова світло-рудувато-коричнева, пера на ній мають темні стрижні. Навколо очей охристі кільця. Решта верхньої частини тіла охриста, нижня частина тіла світло-охриста. У деяких особин на підборідді, шиї і нижній частині живота є сірі або чорнуваті плямки. Першорядні і другорядні махові пера сірувато-коричневі з рудувато-коричневими краями. Забарвлення молодих птахів є подібне до забарвленя самиць, однак пера на голові у них мають охристі кінчики.

## Підвиди
Виділяють три підвиди:
- E. n. nigriceps (Gould, 1839) — острови Зеленого мису;
- E. n. albifrons (Sundevall, 1850) — від Західної Сахари, Мавританії і Сенегалу до західного Судана (південь Сахари і Сахель);
- E. n. melanauchen (Cabanis, 1851) — від східного Судану до Сомалі, південь Аравійського півострова, острів Сокотра, Кувейт, південь Ірака і Ірана, Пакистан, північний захід Індії.

## Поширення і екологія
Білолобі жервінчики мешкають в Західній Сахарі, Мавританії, Сенегалі, Малі, Буркіна-Фасо, Нігері, Нігерії, Чаді, Судані, Південному Судані, Єгипті, Ефіопії, Еритреї, Джибуті, Сомалі, Саудівській Аравії, Ємені, Омані, ОАЕ, Катарі, Бахрейні, Кувейті, Іраці, Ірані, Пакистані, Індії і на Кабо-Верде. Ведуть переважно кочовий спосіб життя, бродячі птахи спостерігалися в Алжирі і Ізраїлі. Білолобі жервінчики живуть на посушливих і напівпосушливих рівнинах, порослих низькою рослинністю, зокрема в напівпустелях, сухих саванах і степах, на висоті до 1200 м над рівнем моря. Віддають перевагу піщаним ділянкам, ніж кам'янистим, трапляються поблизу солончаків. Під час негнідового періоду фрормують зграї, які нараховують до 50 птахів, іноді до кількох тисяч.
Білолобі жервінчики живляться переважно насінням трав, а також комахами, зокрема кониками і жуками. Шукають їжу на землі, рвно вранці або ввечері. Більшу частину дня птахи проводять, ховаючись в тіні від сонячних променів, іноді навіть укриваються в норах великих ящірок. Вони регулюють температуру свого тіла, випрямляючи ноги при польоті і оголюючи голу шкіру на них, або сидять обличчям до вітру, розправивши крила, щоб збільшити площу поверхні тіла, на яку він дме.
Гніздування у білолобих жервінчиків відбувається нерегулярно, зазвичай влітку після дощів. В цей час самці виконують демонстраційні польоті. Як і інші жайворонки, білолобі жервінчики гніздяться на землі. Гніздо являє собою невелику заглибину в грунті або піску, в тіні чагарника, яка встелюється м'якою рослинністю, а краї якої викладаються камінчиками або грудками землі. В кладці 2-3 яйця. Насиджують і самиці, і самці, інкубаційний період триває 11-12 днів. Пташенята покидають гніздо через 6-8 днів після вилуплення. Незабаром після того, як вони покидають гніздо, гніздові пари розділяються. і кожен з дорослих птахів починає піклуватися за оджним з пташенят. Така поведінка знижує ризик нападу хижаків. Якщо пташенят більше двох, решта зазвичай не виживає. Пташенята починають літати через 21-22 дні після вилуплення. Вони набувають статевої зрілості у віці одного року.